# 에르보트

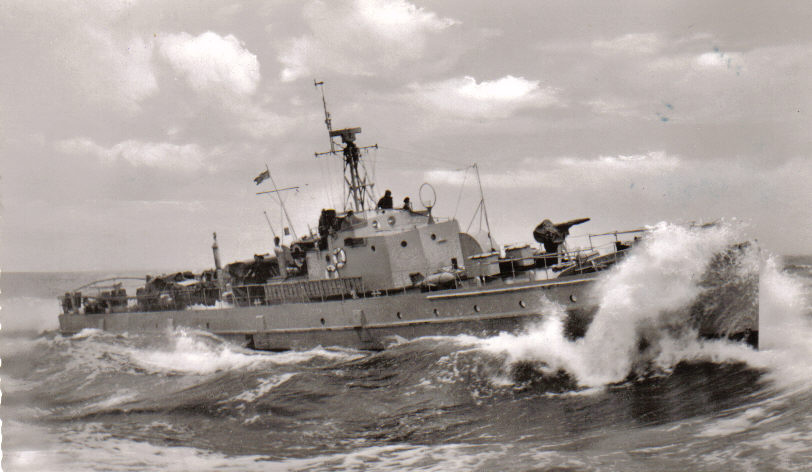

에르보트(독일어: R-Boote)는 레움보트(독일어: Räumboote)의 두문자 줄임말로, 제2차 세계 대전 당시 독일 국방군 전쟁해군의 소해정들을 가리키는 말이다. 본래 임무인 소해임무 외에도 호송, 연안초계, 기뢰부설, 수난구조 등 다양한 임무에 활용되었다. 2차대전 이후에도 독일 기뢰제거국의 소해 임무에 동원되었다.